# Tibouchina hirsutissima
Tibouchina hirsutissima är en tvåhjärtbladig växtart som beskrevs av Célestin Alfred Cogniaux. Tibouchina hirsutissima ingår i släktet Tibouchina och familjen Melastomataceae. Inga underarter finns listade i Catalogue of Life.